# Tumulus des Mousseaux
Le tumulus des Mousseaux est un monument mégalithique situé sur la colline qui domine la Noëveillard à Pornic dans le département de la Loire-Atlantique.

## Historique
Le monument aurait servi de cachette au recteur de Pornic, l'abbé Galipaud, entre 1793 et 1796. Il est décrit dès 1825 par P. Grelier comme un monticule d'origine anthropique comportant deux « grottes ». En 1837, un dénommé Charpentier déblaye partiellement les deux cavités de l'édifice et y découvre des fragments de poterie, des ossements d'animaux et une hache triangulaire en calcaire aux bords tranchants d'environ 20 cm de long. En 1839, François Verger, inspecteur des Monuments Historiques, reprend la fouille des deux chambres et y recueille de nouveaux tessons de céramique, des ossements d'animaux, une gouge et une hache polie en serpentine.
Jean L'Helgouach et Henri Poulain y mènent une campagne de fouille moderne (1975-1977), qui permet de découvrir devant les murs de façades des poteries (bols, bouteilles, coupes) qui ont été datées de la période chasséenne. Ces poteries sont exposées au musée Dobrée de Nantes. Le matériel lithique était composé d’éclats de débitage de silex et quartzites.
Le monument a été classé au titre des monuments historiques en 1889, et en 2006.

## Description architecturale
Le tumulus des Mousseaux se présente sous la forme d'un cairn qui occupe un espace trapézoïdal de 18 mètres sur 14, sur une hauteur de 1,90 mètre. Avec sa couverture de pierre et de terre d'origine, il devait s'élever à environ 5 mètres. La structure du cairn est composée de trois enceintes trapézoïdales qui enserrent les deux tombes transeptées qui s'ouvrent vers le sud-est, en direction de la position du lever du soleil au moment du solstice d'hiver. Les deux entrées sont distantes de 4,70 mètres.
Le jour du solstice d'hiver le soleil illumine l'entrée située côté sud-est, à neuf heures du matin précisément.

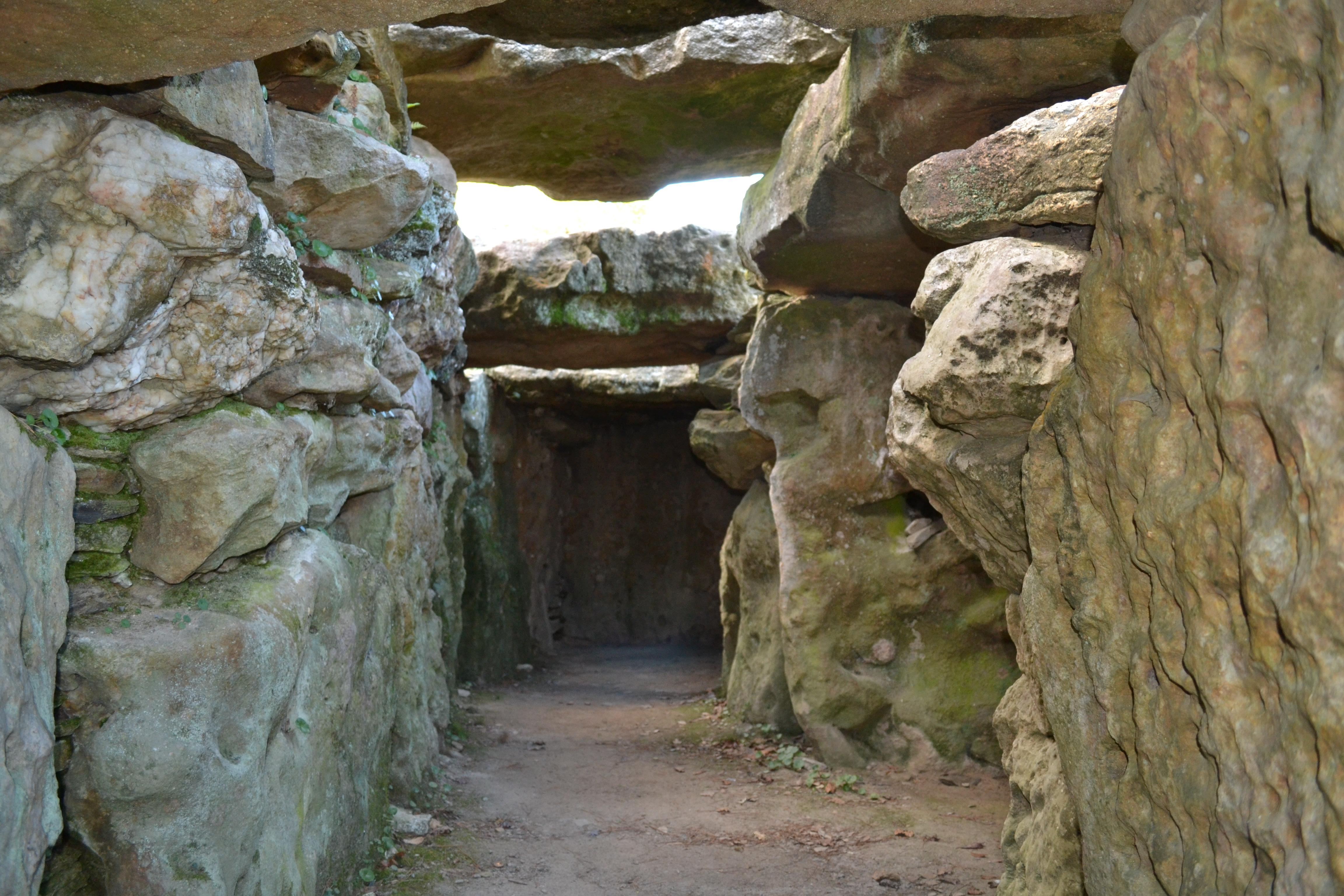
Couloir de la chambre B

Les tombes ont été construites en blocs de grès provenant du Pays de Retz ou de la baie de Bourgneuf mais les pierres constituant le cairn sont des micaschistes prélevés sur place.
La tombe A, située dans la partie sud du cairn est le modèle typique de la tombe transeptée. Une allée couverte mène à une chambre terminale quadrangulaire de 7,5 m2 et, de part et d'autre de cette allée s'ouvrent deux chambres latérales d'une superficie respective de 3 et 3,45 m2. Pour schématiser, l'ensemble parfaitement symétrique dessine ainsi une forme de croix de Lorraine.
La tombe B est elle dissymétrique, elle ne comporte qu'une seule chambre latérale, l'ensemble dessinant un « F ». La chambre terminale est aussi plus petite (5 m2). Cette dissymétrie résulterait  d'une contrainte technique : la création de deux chambres parfaitement symétriques aurait généré au centre du tumulus un espace perdu assez important et augmenté en proportion la superficie totale du cairn.

## Galerie

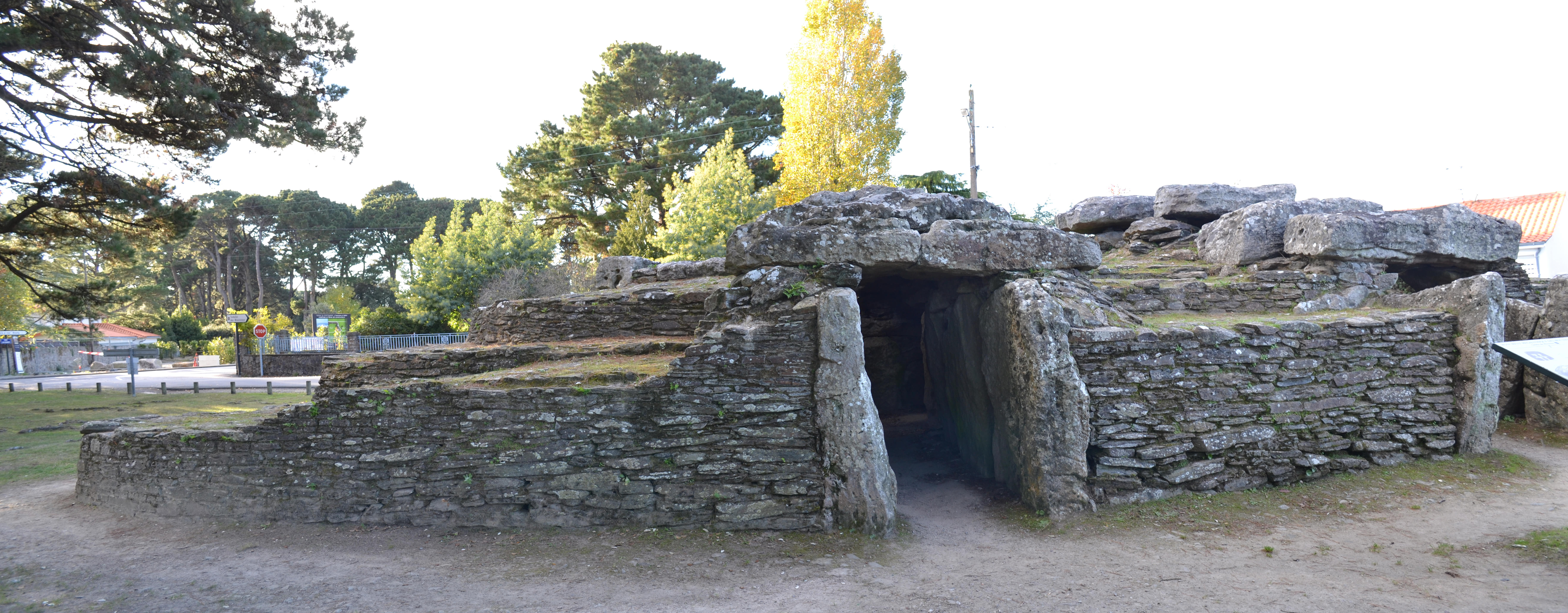
Façade avant
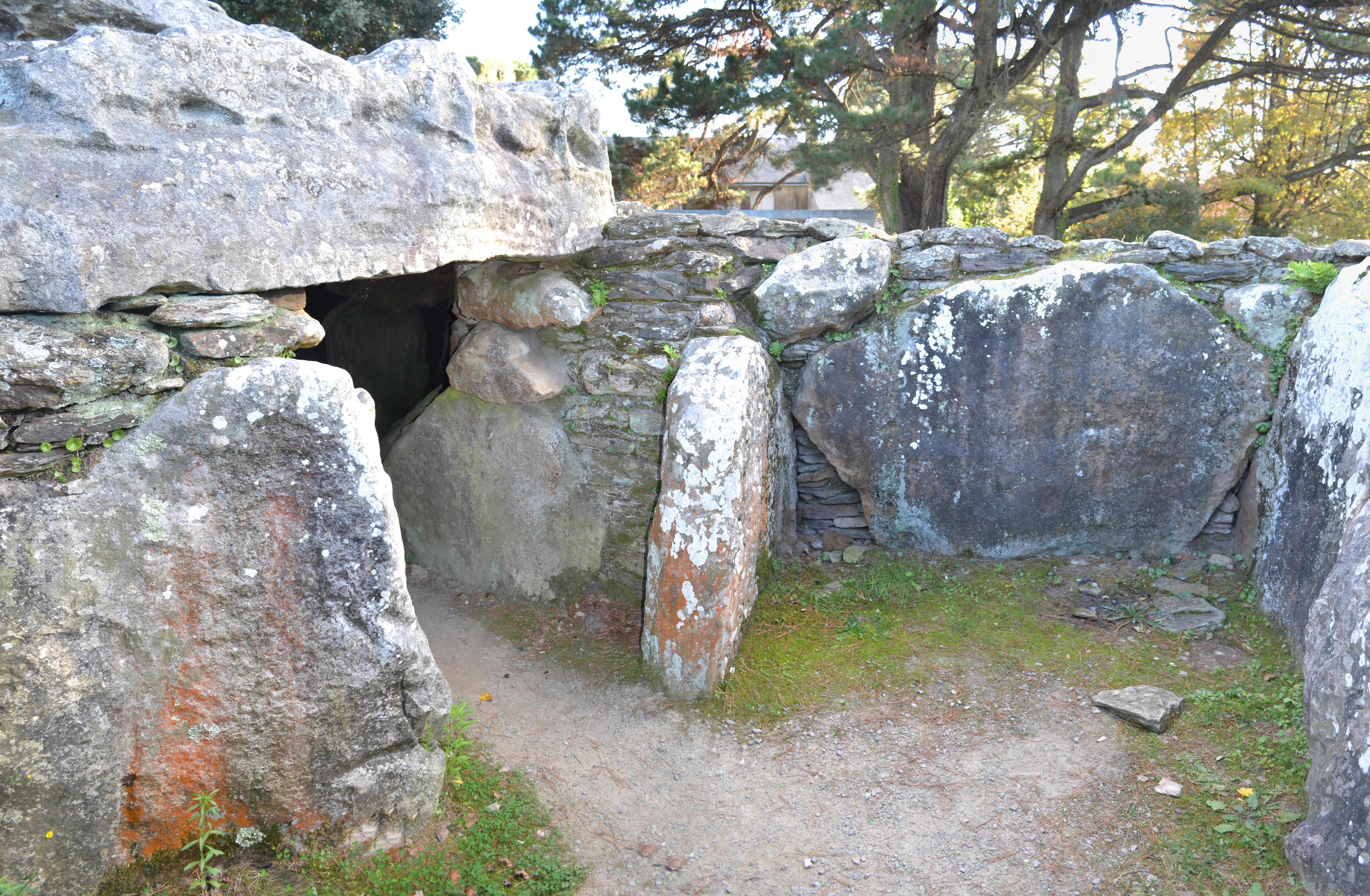
Chambre terminale A
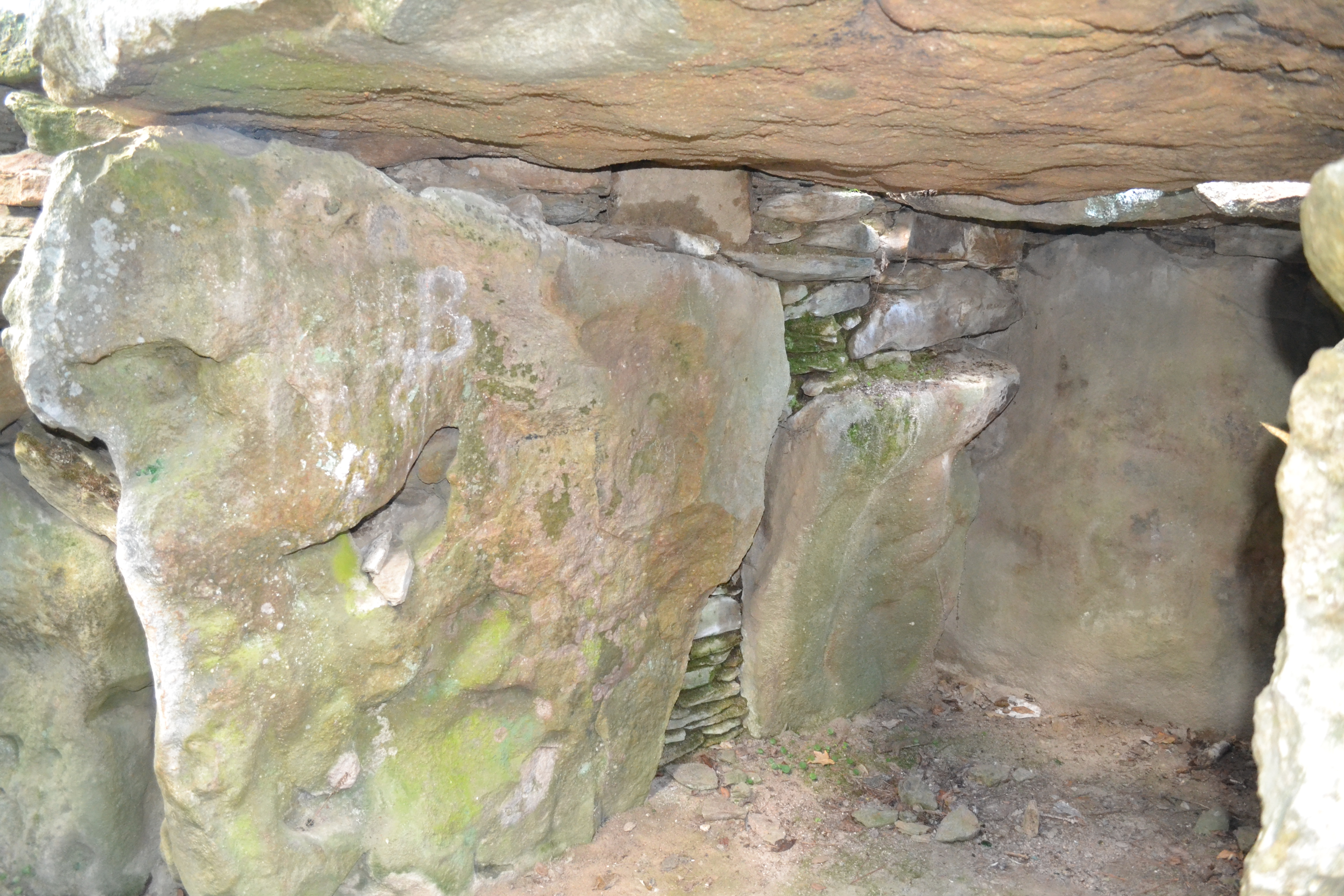
Chambre terminale B
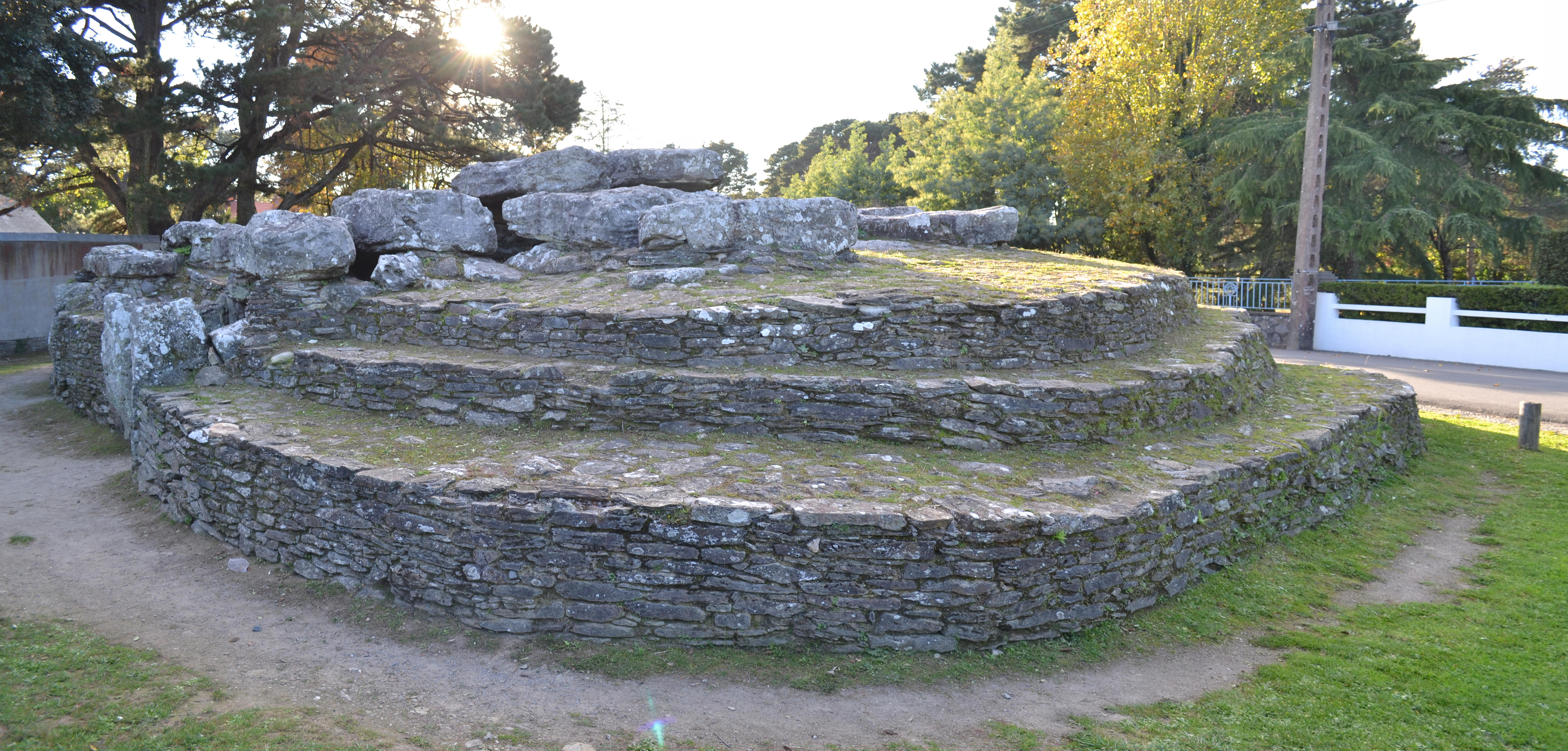
Façade arrière
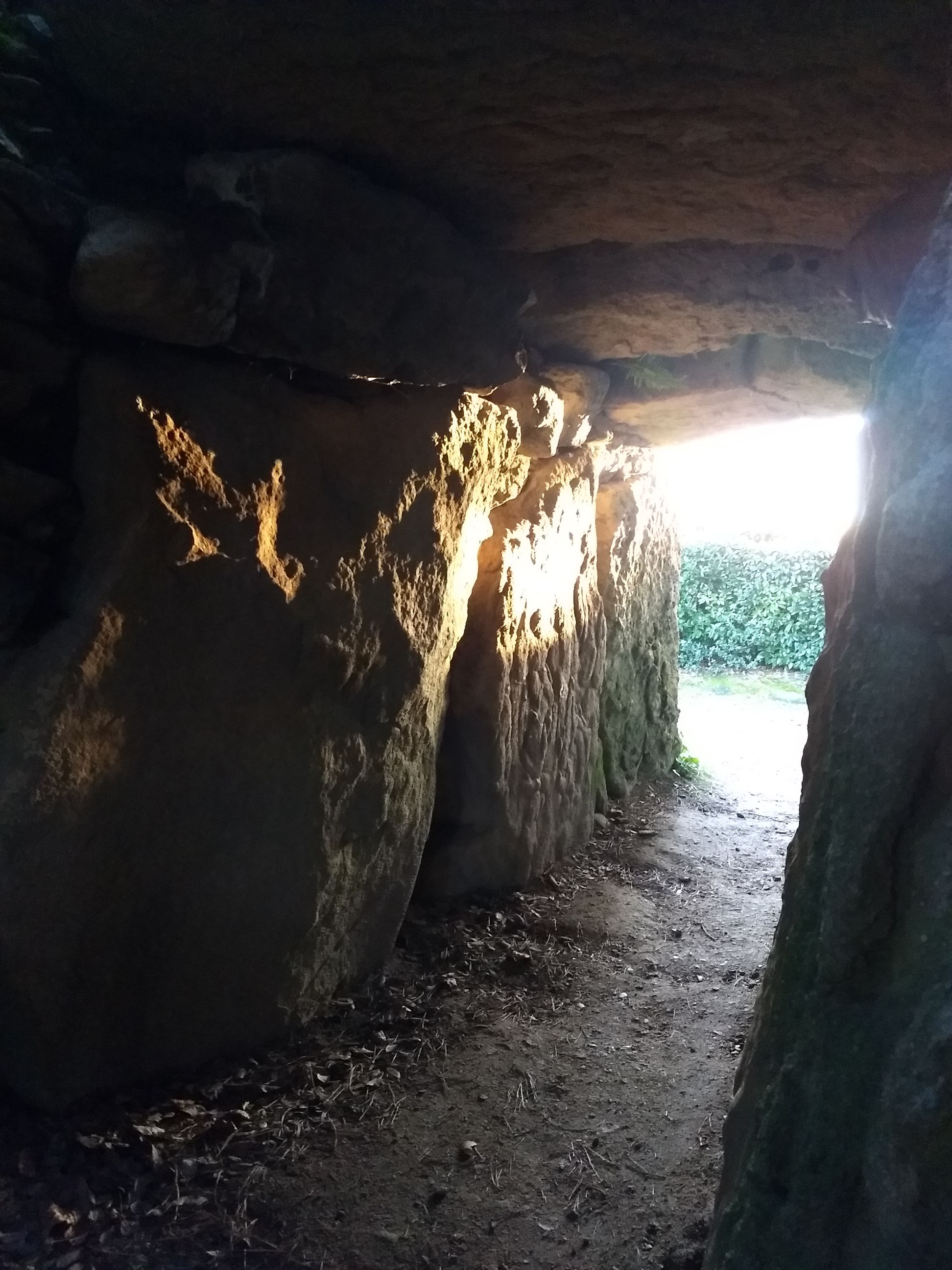
Lumière solaire entrant dans le tumulus au solstice d'hiver.